# هانس وندلند
هانس وندلند (انگلیسی: Hans Wendlandt؛ ۱۸ ژانویه ۱۹۱۸ – ۲۰ فوریهٔ ۱۹۷۸) بازیکن فوتبال اهل آلمان بود.
از باشگاه‌هایی که در آن بازی کرده‌است می‌توان به باشگاه فوتبال آرمینیا بیله‌فلد اشاره کرد.